# Adrián Beltré
Adrián Beltré Pérez (né le 7 avril 1979 à Saint-Domingue en République dominicaine) est un ancien joueur de baseball ayant évolué en Ligue majeure de baseball entre 1998 et 2018..
Ce joueur de troisième but a remporté quatre Bâtons d'argent (2004, 2010, 2011, 2014), cinq Gants dorés (2007, 2008, 2011, 2012, 2016) et trois prix Fielding Bible (2006, 2008, 2011, 2012). Il a reçu quatre invitations au match des étoiles (2010, 2011, 2012, 2014).
Le 30 juillet 2017, il devient le 31e joueur à frapper 3 000 coups sûrs dans le baseball majeur. Il est aussi le joueur dominicain comptant le plus de coups sûrs en carrière dans les majeures.
Avant de rejoindre les Rangers en 2011, il joue pour les Dodgers de Los Angeles de 1998 à 2004, pour les Mariners de Seattle de 2005 à 2009 et pour les Red Sox de Boston en 2010.

## Carrière

### Dodgers de Los Angeles
Adrian Beltre signe un contrat avec les Dodgers de Los Angeles en 1994. Il fait ses débuts dans les Ligues majeures le 24 juin 1998, à l'âge d'à peine 19 ans.
Il connaît sa meilleure saison en 2004, à sa dernière année avec les Dodgers. Il remporte alors le championnat des coups de circuit dans les majeures avec 48 coups de quatre buts. Il frappe un sommet personnel de 200 coups sûrs et totalise 121 points produits. Il affiche une moyenne au bâton de 334 et termine second au scrutin du joueur par excellence de la Ligue nationale derrière Barry Bonds des Giants de San Francisco. On lui décerne le Bâton d'argent comme meilleur joueur de troisième but offensif de sa ligue.

### Mariners de Seattle

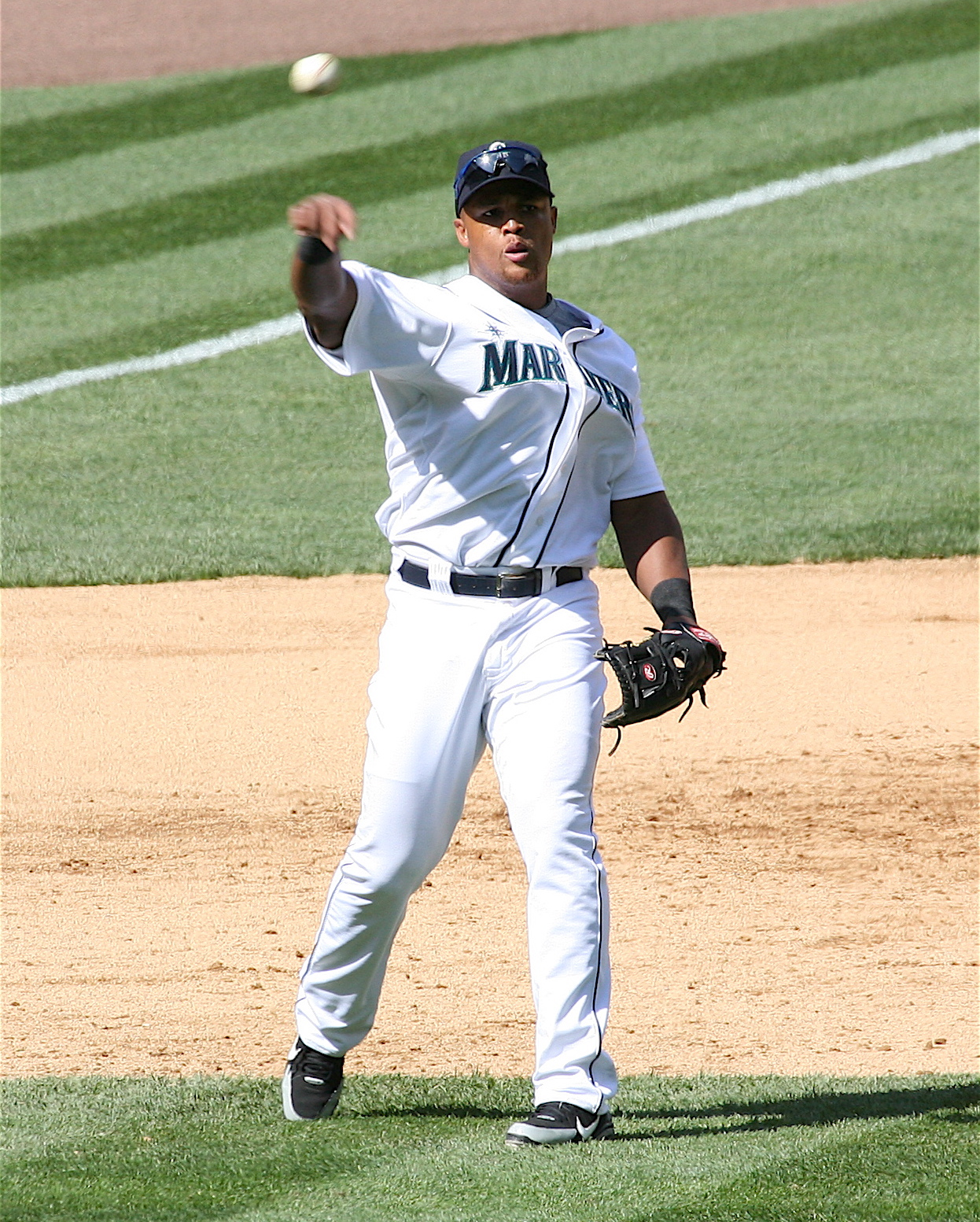
Adrian Beltre au troisième but.

Le 16 décembre 2004, Beltre, devenu agent libre, rejoint les Mariners de Seattle après avoir signé un contrat de 5 ans pour 64 millions de dollars.
Il évolue pour les Mariners de 2005 à 2009, frôlant une nouvelle fois les 100 points produits avec 99 lors de la saison 2007. Mais ses performances peu éclatantes à ses premières années dans la Ligue américaine déçoivent, faisant suspecter que l'usage de stéroïdes soit en cause pour expliquer ses inhabituelles statistiques de la saison 2004, qui lui permirent de décrocher un lucratif contrat. Beltre dément les allégations.
Le 24 juin 2006 contre Boston, il frappe le premier coup de circuit à l'intérieur du terrain de l'histoire du Safeco Field de Seattle.
En 2007, il reçoit le Gant doré remis au meilleur joueur de troisième coussin défensif malgré le fait qu'il affiche le plus haut total d'erreurs (ex aequo avec Brandon Inge des Tigers) et la plus faible moyenne défensive de la Ligue américaine à sa position. On lui décerne un second Gant doré pour la saison 2008.

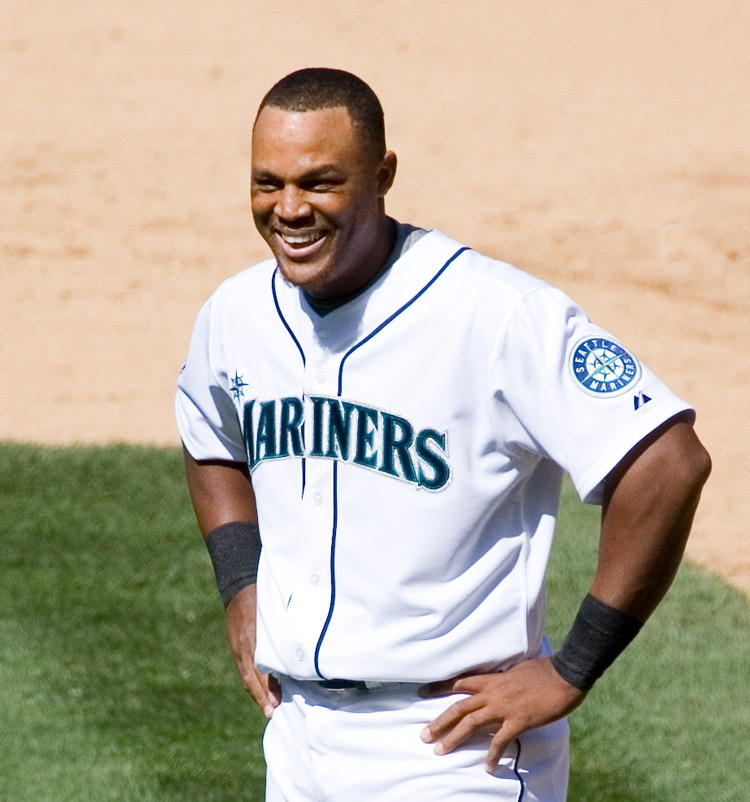
Beltré avec les Mariners

Le 1er septembre 2008, il réussit un cycle. Stephen Drew des Diamondbacks de l'Arizona réussit le même exploit dans un autre match. Il s'agissait de la première occasion depuis 1920 que deux joueurs des majeures frappaient pour le cycle dans une même journée.
Beltre est un des rares athlètes à ne pas porter de coquille protégeant les organes génitaux. En août 2009, il reçoit dans les parties une balle frappée par Alexei Ramirez lors d'un match contre les White Sox. Beltre est alors placé sur la liste des joueurs blessés pour une blessure aux testicules. Le joueur de troisième but est à son retour au jeu la risée de ses coéquipiers, qui convainquent l'annonceur du Safeco Field, le stade des Mariners, de jouer le thème de Casse-noisette à son tour au bâton.
Le 5 novembre 2009, Adrian Beltre devient agent libre après 5 saisons avec Seattle.

### Red Sox de Boston
Adrián Beltré signe chez les Red Sox de Boston le 7 janvier 2010. Il s'engage pour une saison contre 9 millions de dollars avec une option sur une deuxième saison à 5 millions de dollars.
En 2010, Beltre présente la quatrième meilleure moyenne au bâton (321) de la Ligue américaine, avec 28 circuits en 102 points produits. Il domine de plus les Ligues majeures avec 49 doubles en saison régulière. Ces performances lui valent à la mi-saison une toute première invitation en carrière au match des étoiles. Il devient agent libre en novembre. Il remporte son deuxième Bâton d'argent comme meilleur joueur de troisième but offensif de la sa ligue, un honneur qu'il avait déjà reçu dans la Ligue nationale six années plus tôt.

### Rangers du Texas

#### Saison 2011

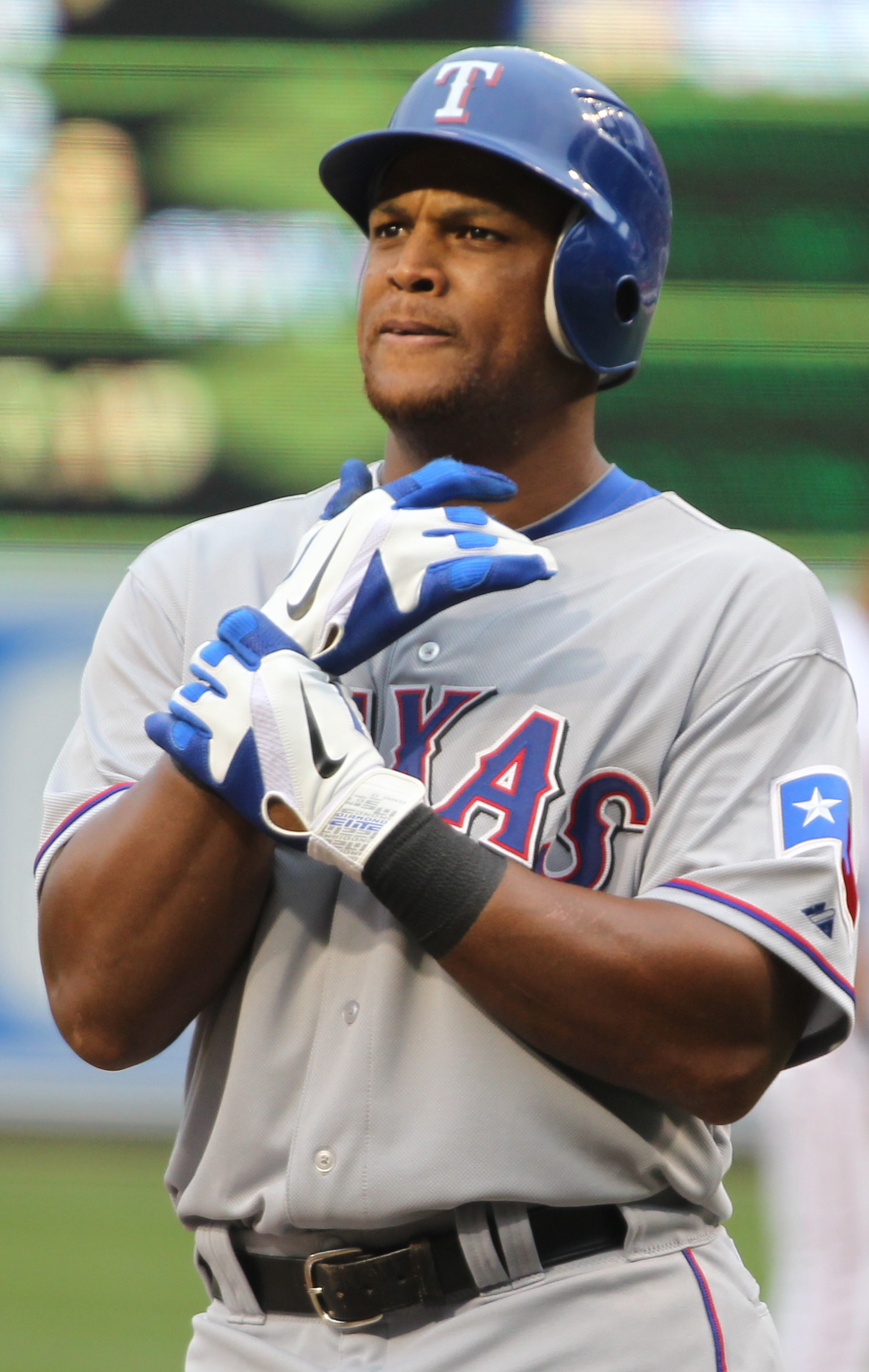
Beltré en 2011 avec les Rangers

Le 5 janvier 2011, Beltré rejoint les Rangers du Texas, de qui il obtient un contrat de 96 millions de dollars pour six saisons.
Il reçoit à la mi-saison sa troisième invitation au match des étoiles et amorce le match disputé à Phoenix au troisième but en remplacement d'Alex Rodriguez, blessé.
Le 4 septembre 2011 dans un match contre les Red Sox, il frappe le 2000e coup sûr de sa carrière.
Il est nommé joueur par excellence du mois de septembre dans la Ligue américaine après avoir mené les majeures durant la séquence pour les circuits (12), les points produits (29) et la moyenne de puissance (778). Beltré aide les Rangers à remporter un second titre consécutif de la division Ouest et termine sa saison 2011 avec une moyenne au bâton de 296 en 124 parties et la troisième meilleure moyenne de puissance (561) de la Ligue américaine. Il se classe cinquième dans l'Américaine pour les circuits (32) et sixième pour les points produits (105). Il gagne son troisième Gant doré comme meilleur joueur de troisième but défensif de la ligue et son troisième Bâton d'argent comme meilleur athlète offensif à sa position.
Le 4 octobre, dans le quatrième match de la Série de divisions entre les Rangers et les Rays de Tampa Bay, il égale un record en devenant le sixième joueur à frapper trois coups de circuit dans un même match de séries éliminatoires, rééditant les exploits de Babe Ruth (Série mondiale 1926 et Série mondiale 1928), Bob Robertson (Série de championnat 1971 de la Ligue nationale), Reggie Jackson (Série mondiale 1977), George Brett (Série de championnat 1978 de la Ligue américaine) et Adam Kennedy (Série de championnat 2002 de la Ligue américaine). À sa première participation à la Série mondiale, Beltré frappe deux circuits et produit trois points en sept parties dans la défaite des Rangers face aux Cards de Saint-Louis.

#### Saison 2012
Tout comme l'année précédente, Beltré est nommé meilleur joueur du mois de septembre dans la Ligue américaine en 2012. Il termine une excellente année avec la troisième meilleure moyenne au bâton (321) de l'Américaine. Il apparaît parmi les meneurs dans nombre de catégories offensives : 194 coups sûrs, 36 circuits, 102 points produits, 33 doubles et une moyenne de puissance de 561.

#### Saison 2013
Pour la quatrième fois de sa carrière et la troisième fois depuis qu'il a rejoint les Rangers, Beltré est nommé joueur du mois. Il reçoit cet honneur en juillet 2013 après avoir frappé pour 369 avec 4 doubles, 9 circuits, 19 points produits et 13 points marqués en 26 rencontres. 
Il mène le baseball majeur en 2013 pour les coups sûrs avec 199, à égalité avec Matt Carpenter des Cardinals de Saint-Louis. Il est parmi les meneurs de la Ligue américaine dans une variété de catégories offensives : 4e pour la moyenne au bâton (315), 8e pour la moyenne de puissance (509), 5e pour le total de buts (521), 5e pour les simples (137) et 8e pour les circuits (30). Il produit 92 points, en marque 88 et réussit 32 doubles en 161 matchs joués. Beltré termine 7e au vote de fin d'année désignant le joueur par excellence de la Ligue américaine.

#### Saison 2014
Beltré joue dans le match des étoiles 2014 au Minnesota, où il honore sa 4e sélection en carrière.
Le 18 septembre 2014, Beltré frappe contre Sonny Gray des Athletics d'Oakland son 2 591e coup sûr en carrière, dépassant Vladimir Guerrero et établissant le nouveau record de coups sûrs pour un joueur originaire de la République dominicaine.

#### Saison 2015
Le 15 mai 2015, il réussit contre Bruce Chen des Indians de Cleveland le 400e circuit de sa carrière.
Le 3 août 2015 face aux Astros de Houston, Beltré réussit le cycle pour la 3e fois de sa carrière, égalant le record des majeures partagé avec John Reilly, Bob Meusel et Babe Herman.
Beltré termine 2015 avec 18 circuits, 83 points produits, 163 coups sûrs et une moyenne au bâton de 287 en 143 parties jouées. Il réussit 32 doubles, la 5e saison de suite où il en obtient 32 ou 33. À 36 ans, il termine 7e du vote de fin d'année désignant le joueur par excellence de la saison dans la Ligue américaine. 
Il aide les Rangers à remporter le titre de la division Ouest de la Ligue américaine et à retourner en éliminatoires. Durant celles-ci, Beltré frappe 4 coups sûrs en 9 présences au bâton pour une moyenne de 444 en Série de divisions contre Toronto.

#### Saison 2017:3 000ecoup sûr
Il frappe son 3 000e coup sûr dans le baseball majeur le 30 juillet 2017 aux dépens du lanceur Wade Miley des Orioles de Baltimore, devenant le 31e joueur à frapper 3 000 coups sûrs dans le baseball majeur.